# Owen Davidson
Owen Keir Davidson (4. října 1943, Melbourne – 12. května 2023, Conroe) byl australský tenista. Byl deblovým specialistou, ve čtyřhře získal třináct grandslamových titulů. Ve čtyřhře smíšené dosáhl dokonce vzácného kalendářního grand slamu (jako jeden ze tří tenistů historie), a to v roce 1967. V mixu vyhrál dvakrát Australian Open (1965, 1967), jednou French Open (1967), čtyřikrát Wimbledon (1967, 1971, 1973, 1974) a rovněž čtyřikrát US Open (1966, 1967, 1971, 1973). Wimbledonský mix nevyhrál nikdo vícekrát. Osm z těchto titulů získal ve dvojici s americkou tenistkou Billie Jean Kingovou. Ke zbylým třem mu dopomohly Robyn Ebbernová, Donna Floydová a Lesley Turnerová Bowreyová. Dvakrát slavil grandslamový triumf i ve čtyřhře mužské, v roce 1972 na domácím mistrovství, roku 1973 na americkém. V prvém případě mu stál po boku Ken Rosewall, ve druhém John Newcombe. Ve dvouhře bylo jeho maximem semifinále ve Wimbledonu 1966. I na třech dalších grandslamech dosáhl vždy aspoň čtvrtfinále. Soutěžil i mezi profesionály. V roce 2010 byl uveden do Mezinárodní tenisové síně slávy. Byl proslulý svým sportovním duchem, dobrou náladou a smyslem pro partnerství, proto byl tak ceněným spoluhráčem do čtyřhry.